# Boban Georgiev
Boban Georgiev (in macedone Бобан Георгиев?; Štip, 26 gennaio 1997) è un calciatore macedone, centrocampista dell'Arsimi.

## Carriera

### Club
Ha giocato nella massima serie dei campionati macedone, serbo e bosniaco.

### Nazionale
Ha giocato nelle nazionali macedoni Under-17 ed Under-21.

## Palmarès

### Club

#### Competizioni nazionali
- Campionato bosniaco: 1

Borac Banja Luka: 2020-2021